# José Carlos Meirelles
José Carlos dos Reis Meirelles Júnior (Ribeirão Preto, 1948) é um sertanista e indigenista brasileiro.
Meirelles largou a engenharia em 1970 para trabalhar na  FUNAI. A partir de 1988, tornou-se um dos principais mentores da política de preservar o isolamento dos povos indígenas não interessados no contato com os "branco". Essa opção sucedeu às tradicionais posturas de antropólogos e governos, baseadas no contato para "proteger", "aculturar" e "integrar" os indígenas.
Meirelles integrou a Coordenadoria de Índios Isolados da FUNAI desde a sua criação, em 1987, por iniciativa do indigenista Sydney Possuelo, e coordenou a Frente de Proteção Etnoambiental do Rio Envira (FPERE), no Acre, com sede da cidade de Feijó. 
Na sua atividade passou por vários perigos: levou uma flechada no rosto em 2004 e, nos anos 1980, seu grupo foi atacado por indígenas isolados. Meirelles matou um deles para impedir que seu sogro fosse morto, o que considera um dos grandes traumas de sua vida.

## Biografia
Meirelles nasceu em Ribeirão Preto, numa família de desbravadores de mato e criadores de gado. Foi criado na pequena cidade de Santa Rita do Passa Quatro (SP). Quando jovem,  decidiu abandonar os estudos de Engenharia e se mudar para São Paulo. Passou num concurso para indigenista da Funai e, após um rápido curso introdutório, foi enviado ao Maranhão para trabalhar com os Urubu-Kaapor e posteriormente aos Awá (Guajá), com quem havia feito os primeiros contatos.
Em 1976, assumiu a chefia de um posto da Funai no Acre, na região do alto rio Iaco. Ali, entre os povos Manchineri e Jaminawa, ele iria passar dez anos de sua vida. Meirelles idealizou e fez aprovar a Terra Indígena de Mamoadate, em 1975, e foi o responsável pela transferência dos Manchineri, que estavam no seringal Guanabara, onde havia um conflito intenso entre extrativistas e os novos donos das terras. Afinal os indígenas foram retirados e conduzidos até a Terra Indígena, que só seria demarcada como reserva em 1987.
Na década de 1980 eram frequentes e graves os conflitos entre povos isolados e integrantes dos grupos Kaxinawá e Ashaninka, respectivamente dos rios Jordão e Envira. Em decorrência de roubos e conflitos armados, as lideranças Kaxinawá e Ashaninka passaram a reivindicar junto à Funai a criação de uma frente de atração para "amansar os brabos". Meirelles foi demitido da Funai em 1980, juntamente com outros companheiros que se opunham à política indigenista do governo, mas foi readmitido em fins de 1982, prosseguindo seu trabalho com as populações indígenas do Acre. Voltou ao Maranhão com a família entre 1984 e 1986 para localizar e resgatar Awa-Guajá  "brabos" (isolados) que estavam ilhados nos igapós do rio Pindaré. Em 1986, regressou ao Acre.
Até 1988, a política do Estado brasileiro em relação aos povos indígenas isolados era de contatá-los. A partir daquele ano, a política passa a ser a de proteger essas populações e seus territórios, sem a necessidade do contato. No mesmo ano, depois de uma longa viagem de reconhecimento pelos rios acreanos, Meirelles começa a  instalação da Frente de Proteção Etnoambiental do Rio Envira (FPERE), onde, por mais de duas décadas, trabalhou na proteção das terras ocupadas por índios voluntariamente isolados nas cabeceiras do Envira, no município de Feijó. Nesse período, o sertanista e seus colaboradores implantaram um sistema de cooperativas indígenas que teve importância decisiva no processo de emancipação das tribos acreanas e de todo o sul da Amazônia.
Seu trabalho consistia em uma delicada diplomacia que envolvia interesses e velhas rivalidades de índios  isolados, índios aldeados, fazendeiros, madeireiros, governos, plantadores de coca e narcotraficantes. Três dos seus cinco filhos foram iniciados pelo pai no  sertanismo. Artur Meirelles é  seu sucessor na coordenação da FPERE. Mais recentemente, o sertanista levou sua experiência para a chefia da Frente de Proteção Etnoambiental Yanomami e Ye’Kuana, em Roraima.
Em 2010, José Carlos Meirelles pediu demissão da Funai. Atualmente trabalha na Assessoria Indígena do Governo do Estado do Acre.

## Prêmios e honrarias
Em reconhecimento ao seu trabalho, a Assembléia Legislativa do Estado do Acre concedeu-lhe o título de Cidadão Acreano em 2006. No ano seguinte, o sertanista ganhou o Prêmio Chico Mendes de Meio Ambiente na categoria "liderança individual".
Em 2014, José Carlos Meirelles foi agraciado com o título de Cavaleiro da Ordem do Mérito Cultural pelo governo brasileiro, através do Ministério da Cultura.